# Korbinian Aigner
Korbinian Aigner, genannt der Apfelpfarrer (* 11. Mai 1885 in Hohenpolding; † 5. Oktober 1966 in Freising), war ein bayerischer katholischer Pfarrer, Pomologe und ein Widersacher des Nationalsozialismus.

## Leben
Korbinian Aigner wurde auf dem Poldingerhof in Hohenpolding im Landkreis Erding in Oberbayern geboren. Er war als ältester Sohn der Hoferbe, schlug aber zugunsten seiner zehn Geschwister sein Erbe aus, um Priester zu werden.

### Schul- und Studienzeit
Ab 1891 besuchte Aigner die Volksschule in Hohenpolding. Im Herbst 1896 wechselte er ins erzbischöfliche Gymnasium in Freising. 1904 wurde er auf Grund ungenügender Leistungen in Griechisch und Latein nicht versetzt. Dies nahm Aigner zum Anlass, an das Luitpold-Gymnasium in München zu wechseln. Durch Förderung des Direktors Georg von Orterer konnte Aigner im Sommer 1906 mühelos sein Abitur bestehen.
Am 2. November desselben Jahres trat er in Freising ins Priesterseminar ein und begann ein Studium der Theologie.
Aigner interessierte sich schon früh für den Obstanbau, und am 15. August 1908 gründete er zusammen mit dem Weber Franz Hausladen in Hohenpolding den Hohenpoldinger Obstbauverein. Am Gründungstag traten 44 Mitglieder dem Verein bei und wählten Aigner zu ihrem ersten Vorsitzenden. Im darauffolgenden Jahr wurde Aigners Verein vom bayerischen Staat mit 1000 Mark bezuschusst. Dieser Betrag ermöglichte es dem Verein, eine Kelterei einzurichten. Das Gebäude dieses Mostkellers wird heute noch von der Hohenpoldinger Freiwilligen Feuerwehr als Vereinsheim genutzt.

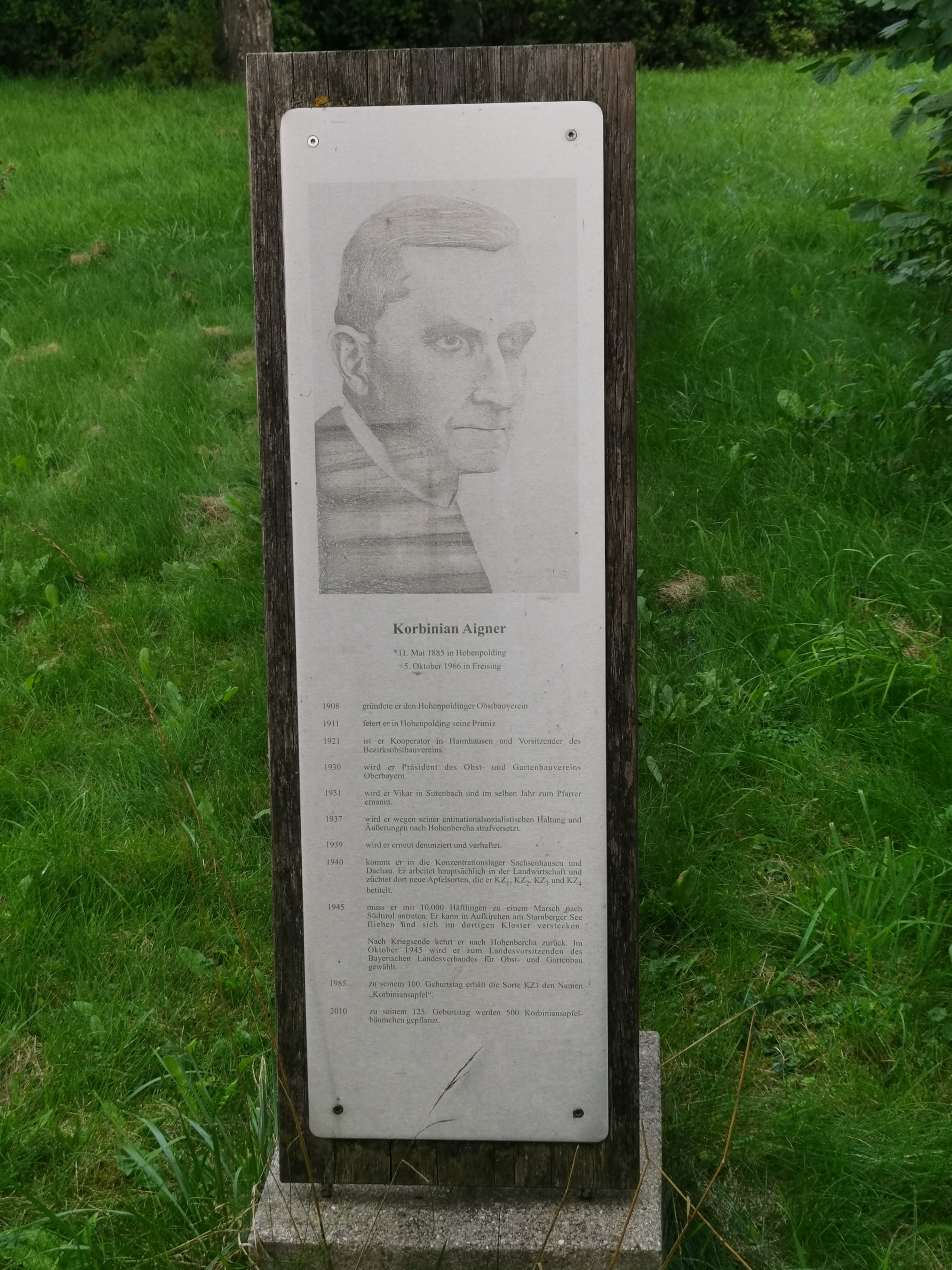
Denkmal in Karlsfeld vor der Korneliuskirche

### Nach der Priesterweihe
Im Sommer 1911 wurde Aigner durch Erzbischof Franziskus von Bettinger zum Priester geweiht. Seine Primiz feierte Aigner in Hohenpolding. Als Koadjutor wurde er im Sommer desselben Jahres nach Ilmmünster entsandt und gleichzeitig als Lehrer ans Knabenseminar im Kloster Scheyern berufen. Dort gehörten unter anderen Alois Hundhammer, Josef Schwalber und Josef Martin Bauer zu seinen Schülern.
Sein Weg führte Aigner 1916 als Koadjutor nach Grafing und 1921 in gleicher Funktion nach Haimhausen. 1925 berief man ihn als Kooperator nach Söllhuben und ein Jahr darauf für über fünf Jahre als solchen nach Dorfen. Im Juli 1931 avancierte er zum Vikar in Sittenbach. Dort wurde er dann am 19. August 1931 zum Pfarrer ernannt.
Während dieser Jahre war Aigner in jeder freien Minute unterwegs, um Vorträge über den Obstbau zu halten und Interessierte zu beraten. Als er 1930 zum Präsidenten des Obst- und Gartenbauvereins Oberbayern gewählt wurde, begann er auch, in der Vereinszeitschrift verstärkt zu veröffentlichen.

### Verhaftung und Konzentrationslager
Neben dem Obstbau war Aigner auch sehr an der Tagespolitik interessiert. 1916 war er der bayerischen Zentrumspartei beigetreten. 1923 besuchte er interessehalber eine Veranstaltung der NSDAP und hörte dort auch eine Rede von Adolf Hitler. Seit dieser Zeit kämpfte er gegen den Nationalsozialismus. Gerade in seinen Predigten bezog er eindeutig Stellung und wehrte sich. Es wurden einige Geldstrafen gegen ihn verhängt, und im Januar 1937 wurde Aigner nach Hohenbercha bei Freising strafversetzt.
Das Attentat von Georg Elser am 8. November 1939 nahm Aigner zum Anlass, am 9. November im Religionsunterricht über das Fünfte Gebot (Du sollst nicht töten) zu sprechen. Dabei fiel auch der Satz „Ich weiß nicht, ob das Sünde ist, was der Attentäter im Sinn hatte. Dann wäre halt vielleicht eine Million Menschen gerettet worden“. Dieses Zitat Aigners wurde von seiner Kollegin (einer linientreuen Aushilfslehrerin) Charlotte Gerlach am 12. November an den Ortsgruppenleiter von Hohenkammer, Münsterer, gemeldet. Am 22. November wurde Aigner verhaftet und ins Gefängnis Freising gebracht.
Die Anklage lautete auf Verstoß gegen § 2 des Heimtückegesetzes vom 20. Dezember 1934. Am 7. Mai 1940 wurde Aigner zu sieben Monaten Haft verurteilt und in das Gefängnis Stadelheim gebracht. Da ihm die Untersuchungshaft angerechnet worden war, wurde er am 23. Juni 1941 aus der Haft entlassen und ins Konzentrationslager Dachau deportiert. Von dort kam er am 12. September als Häftling Nr. 32.779 ins Konzentrationslager Sachsenhausen. Dort wäre er beinahe an einer Lungenentzündung gestorben. Darüber wird ein Bonmot Aigners kolportiert: „Den Gefallen tu ich euch net, da heroben in Preußen zu sterben.“
Am 3. Oktober 1941 wurde er als Häftling Nr. 27.788 nach Dachau verlegt und dort im Priesterblock untergebracht. In Dachau leistete er seine Zwangsarbeit hauptsächlich in der Landwirtschaft. Zwischen zwei Baracken pflanzte er Apfelbäume, und es gelang ihm sogar die Züchtung der neuen Sorten KZ-1, KZ-2, KZ-3 und KZ-4. Von diesen Sorten blieb nur die Sorte KZ-3 erhalten.
In der Nacht vom 26. auf den 27. April 1945 musste Aigner zusammen mit ungefähr 10.000 Häftlingen einen Marsch nach Südtirol antreten. Dabei konnte er am 28. April in Aufkirchen am Starnberger See fliehen und sich im dortigen Kloster verstecken.

### Nach dem Krieg
Nach Kriegsende kehrte Aigner als Pfarrer in seine Gemeinde Hohenbercha zurück. Dort widmete er sich auch wieder seiner großen Leidenschaft, den Äpfeln. Er beschaffte sich Äpfel von allen ihm zugänglichen Apfelsorten und malte jeweils zwei Äpfel von jeder Sorte in Postkartengröße nebeneinander. Es entstand so eine umfangreiche Bilddokumentation, die in der dOCUMENTA (13) ausgestellt wurde. Die Bilder gehören zum Bestand des Archivs der Technischen Universität München.
Im Oktober 1945 wurde er zum Landesvorsitzenden des Bayerischen Landesverbandes für Obst- und Gartenbau gewählt und bekleidete dieses Amt fünf Jahre lang.
Im September 1966 erkrankte er an einer schweren Lungenentzündung und verstarb im Alter von 81 Jahren am 5. Oktober 1966 im Freisinger Krankenhaus. Seine letzte Ruhestätte fand er auf dem Friedhof in Hohenbercha.

## Ehrungen

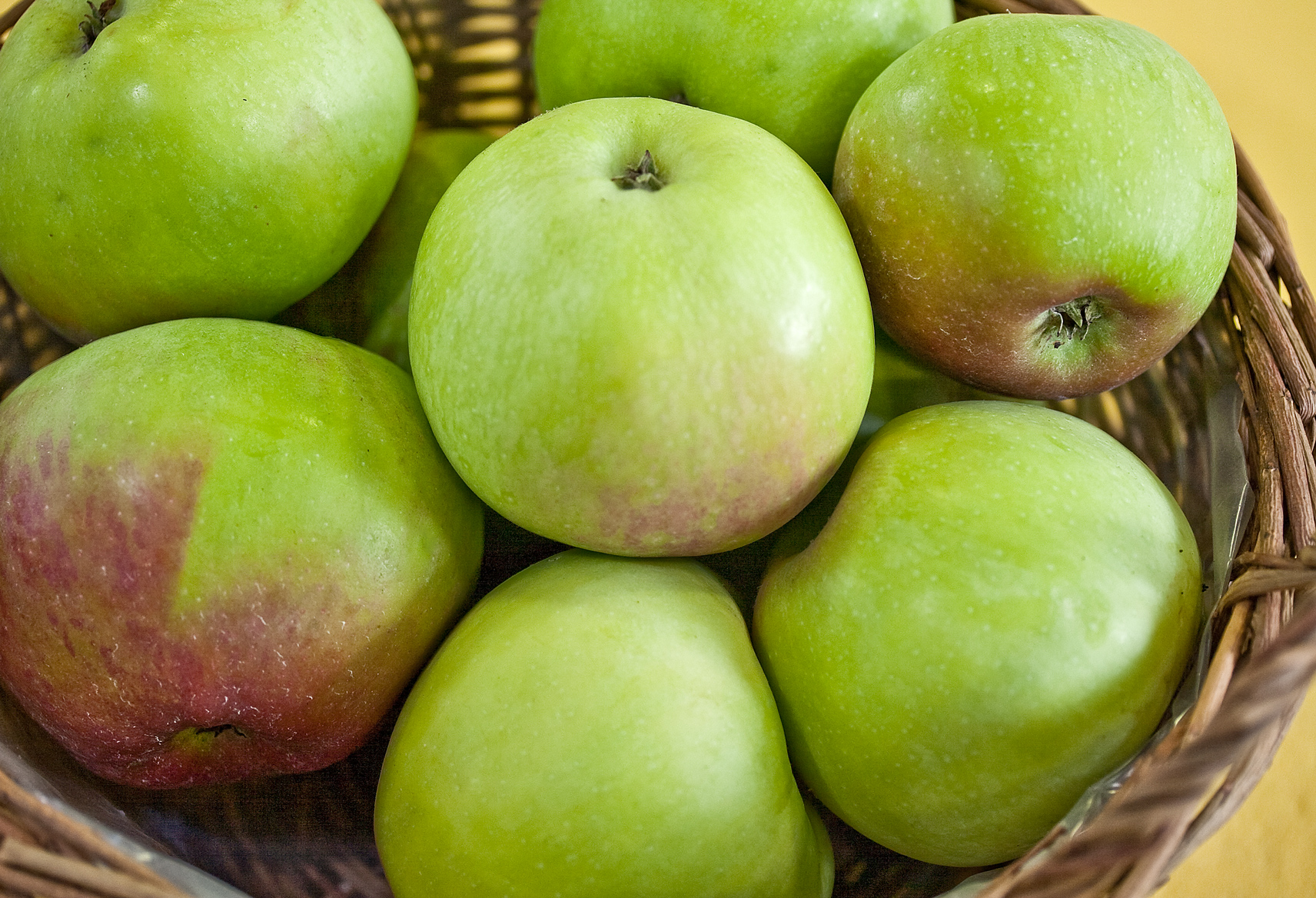
Korbiniansapfel

Korbinian Aigner wurde mit dem Bayerischen Verdienstorden und der Bayerischen Staatsmedaille in Gold ausgezeichnet.
Die bis heute gezüchtete Sorte KZ-3 wurde im Jahr 1985 zum 100. Geburtstag Aigners offiziell Korbiniansapfel getauft.
Am 28. Juni 2010 beschloss der Erdinger Kreistag, das Gymnasium Erding II nach Aigner zu benennen.
Auf der Kunstausstellung dOCUMENTA 13 wurden 2012 Aigners Apfel-Bilder ausgestellt. Der Künstler Jimmie Durham pflanzte zusammen mit Carolyn Christov-Bakargiev in der Kasseler Karlsaue einen Korbiniansapfelbaum und einen Arkansas Black Apple Tree. Beide Bäume schaffen eine Verbindung zwischen der deutschen Geschichte und Durhams Kindheit in Arkansas.
2013 wurden drei Korbiniansapfelbäume beim Denkmal für die Opfer der Euthanasiemorde in der NS-Zeit in Berlin-Buch, Hobrechtsfelder Chaussee 150 (ehemalige Dr. Heim Heilstätten), gepflanzt.
2015 wurde der Korbinian Verlag nach ihm benannt.

## Veröffentlichungen
- Äpfel und Birnen: Das Gesamtwerk. Herausgegeben von Judith Schalansky. Verlag Matthes & Seitz Berlin, Berlin 2013, ISBN 978-3-88221-051-4.[6]

## Dokumentarfilm
- Ein stummer Hund will ich nicht sein, 2025[7]